# George Washington Woodward

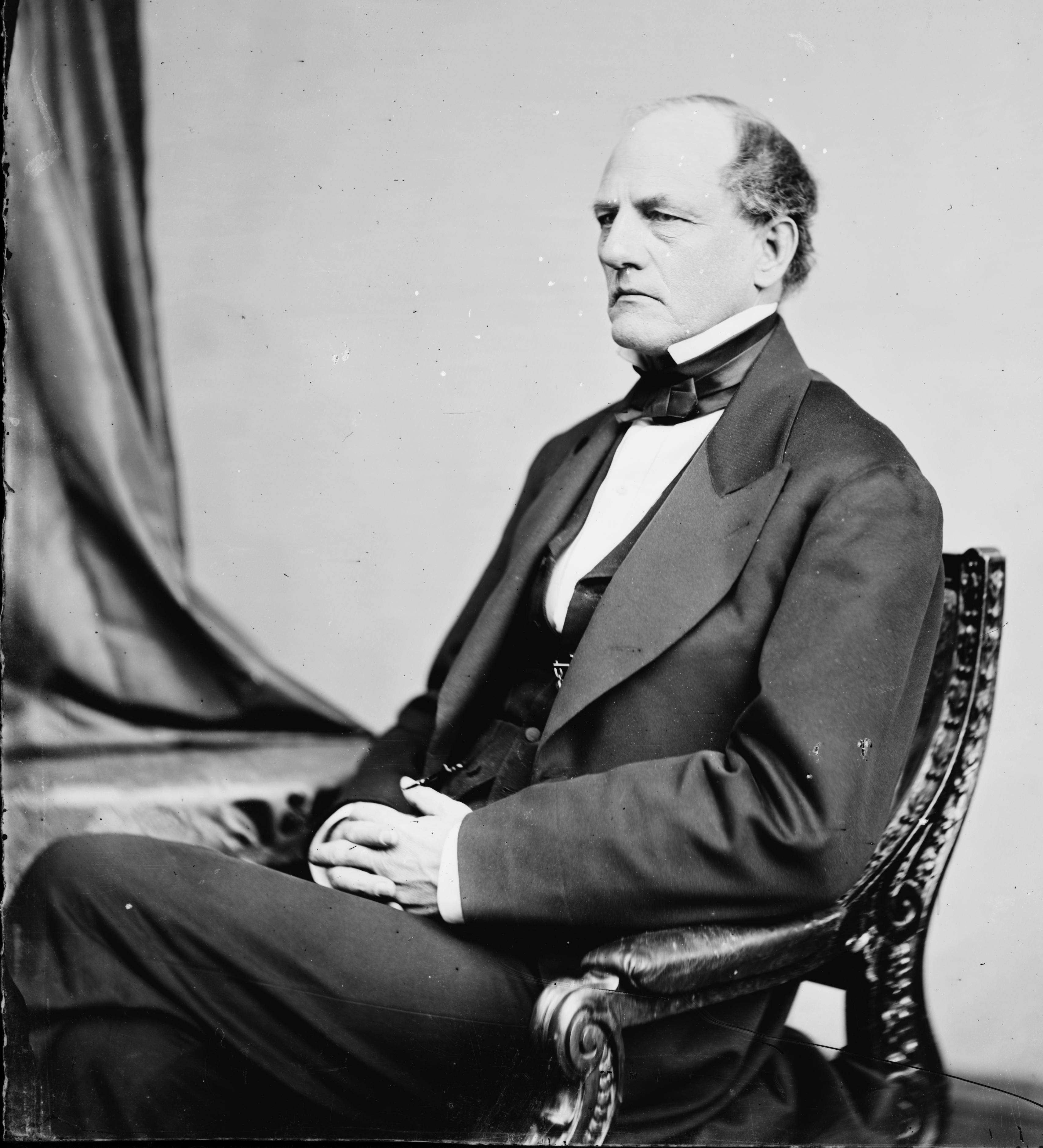
George Washington Woodward

George Washington Woodward (* 26. März 1809 in Bethany, Wayne County, Pennsylvania; † 10. Mai 1875 in Rom, Italien) war ein US-amerikanischer Jurist und Politiker. Zwischen 1867 und 1871 vertrat er den Bundesstaat Pennsylvania im US-Repräsentantenhaus.

## Werdegang
George Woodward besuchte das Geneva Seminary, das heutige Hobart College in Geneva (New York), und danach die Wilkes-Barre Academy in Pennsylvania. Nach einem anschließenden Jurastudium und seiner 1830 erfolgten Zulassung als Rechtsanwalt begann er in Wilkes-Barre in diesem Beruf zu arbeiten. Gleichzeitig schlug er als Mitglied der Demokratischen Partei eine politische Laufbahn ein. Im Jahr 1837 nahm er als Delegierter an einem Verfassungskonvent seines Staates teil. Zwischen 1841 und 1851 war er Vorsitzender Richter im vierten Gerichtsbezirk von Pennsylvania. 1844 kandidierte er erfolglos für den US-Senat. Ein Jahr später wurde er von Präsident James K. Polk an das Oberste Bundesgericht berufen. Dieses Amt konnte er aber nicht antreten, weil der US-Senat seine Zustimmung verweigerte. Von 1853 bis 1862 war er beisitzender Richter am Supreme Court of Pennsylvania; zwischen 1863 und 1867 war er dort Vorsitzender Richter (Chief Justice). 1863 bewarb er sich ohne Erfolg um das Amt des Gouverneurs von Pennsylvania.
Nach dem Tod des Abgeordneten Charles Denison wurde Woodward bei der fälligen Nachwahl für den zwölften Sitz von Pennsylvania als dessen Nachfolger in das US-Repräsentantenhaus in Washington, D.C. gewählt, wo er am 21. November 1867 sein neues Mandat antrat. Nach einer Wiederwahl konnte er bis zum 3. März 1871 im Kongress verbleiben. Bis 1869 war die Arbeit des Kongresses von den Spannungen zwischen den Republikanern und Präsident Andrew Johnson belastet, die in einem nur knapp gescheiterten Amtsenthebungsverfahren gipfelten. Im Juli 1868 war Woodward Delegierter zur Democratic National Convention in New York. Zwei Jahre später verzichtete er auf eine weitere Kongresskandidatur. Im selben Jahr, 1870, bewarb er sich erfolglos um die Stelle des Vorsitzenden Richters im elften Gerichtsbezirk seines Heimatstaates.
Nach dem Ende seiner Zeit im US-Repräsentantenhaus zog George Woodward nach Philadelphia, wo er als Anwalt praktizierte. 1873 war er erneut Delegierter auf einem Verfassungskonvent seines Staates. Ein Jahr später brach er zu einer Europareise auf, während der er am 10. Mai 1875 in Rom verstarb. Er wurde in Wilkes-Barre beigesetzt.